# Avi Ran
Avi Ran   (Haifa, 25 d'agost de 1963 - Tiberíades, 11 de juliol de 1987) fou un futbolista israelià de la dècada de 1980.
Fou 9 cops internacional amb la selecció israeliana. Pel que fa a clubs, defensà els colors de Maccabi Haifa FC.
L'11 de juliol de 1987, a la platja de "Guy" a Tiberíades, Avi Ran va morir en ser colpejat per un bot de carreres, quan el seu club Maccabi Haifa celebrava el seu campionat. 14.000 persones assistiren al seu funeral.